# Grande Prêmio da Grã-Bretanha de 2021
O Grande Prêmio da Grã-Bretanha de 2021 (formalmente denominado Formula 1 Pirelli British Grand Prix 2021) foi a décima etapa da temporada de 2021 da Fórmula 1. Foi disputado em 18 de julho de 2021 no Circuito de Silverstone, em Silverstone, Reino Unido. Em uma tentativa de tornar as sextas-feiras mais atrativas ao público, a Federação Internacional do Automóvel (FIA) criou um modelo de “corrida classificatória” que teve seu primeiro teste realizado neste Grande Prêmio. Na sexta-feira, um treino classificatório foi realizado para definir o grid da corrida classificatória que ocorreu no sábado para definir o grid de largada da corrida principal no domingo.

## Relatório

### Antecedentes
Devido a pandemia de COVID-19, os eventos de Fórmula 1, bem como de outros esportes, vinham sendo realizados a portões fechados ou com público reduzido.
 Porém, o Grande Prêmio da Grã-Bretanha, foi incluído no Programa de Pesquisa de Eventos do Governo do Reino Unido, permitindo capacidade total para o evento entre 16 e 18 de julho. A iniciativa foi aprovada pelo Governo Britânico como parte da última fase do programa de pesquisa de eventos ao promover um fim de semana de Fórmula 1 com arquibancadas cheias antes da revogação integral das restrições em razão da pandemia. Os torcedores receberão liberação do acesso mediante realização de teste RT-PCR até 48 horas antes do evento ou do comprovante de vacinação contra a COVID-19 com as duas doses aplicadas.

### Limites da Pista
Os limites de pista serão monitorados na saída das curvas Copse (9) e Stowe (15):
Curva 9 (Copse)
Era a antiga primeira curva do Circuito de Silverstone, logo depois da velha reta dos boxes. É um trecho muito importante para os pilotos conseguirem uma volta rápida, pois antecede a sequência de curvas da Maggots, da Becketts e da Chapel.
Curva 15 (Stowe)
A curva mais rápida do Circuito de Silverstone, palco de ultrapassagens históricas, localizada logo após a Reta do Hangar. Outro trecho importante para a volta, já que antecede a sequência de curvas lentas antes da nova reta dos boxes, a Reta Hamilton.

### Treino classificatório

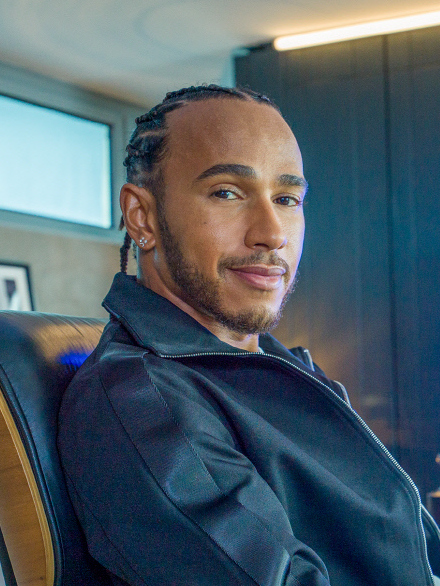
Hamilton foi o mais veloz no treino classificatório, ficou em segundo na corrida classificatória e venceu a corrida principal.

O Q1 teve Verstappen (Red Bull) com a melhor volta, marcando 1m26s751. Hamilton (Mercedes) ficou em segundo lugar com +0.035. Leclerc (Ferrari) ficou com o terceiro lugar com +0,300. Seguido por Pérez (Red Bull) que ficou em quatro lugar com +0.370. Os cinco eliminados foram Tsunoda (Alpha Tauri), Raikkonen (Alfa Romeo), Latifi (Williams), Schumacher (Haas) e Mazepin (Haas). No Q2, Hamilton dominou e conseguiu o primeiro lugar com 1m26s023, deixando Verstappen em segundo com 1m26s504. Os dois avançaram ao Q3 como favoritos. Bottas (Mercedes) foi o terceiro colocado, fazendo um resultado melhor do que o Q1. Os cinco eliminados foram Alonso (Alpine), Gasly (Alpha Tauri), Ocon (Alpine), Giovinazzi (Alfa Romeo) e Stroll (Aston Martin). Na etapa determinante do classificatório, Hamilton fez 1m26s134 e garantiu a primeira colocação na corrida curta, seguido por Verstappen em segundo.

### Corrida classificatória
Na largada, Verstappen ultrapassou Hamilton e conseguiu barrar as tentativas de recuperação da liderança do adversário nas curvas seguintes, enquanto Bottas e Leclerc mantiveram-se, respectivamente, em terceiro e quarto lugares. Sainz colidiu com Russell e caiu de nono para 18.º. Já Russell foi de oitavo para décimo. Mazepin tocou na roda de Schumacher e rodou, caindo para 20º. Alonso ganhou um total de seis posições na largada. Ele manteve a colocação até ser ultrapassado por Norris e posteriormente por Ricciardo na volta 9, caindo para o sétimo lugar. Pérez, que largou em quinto e vinha em sétimo, perdeu o controle da direção e rodou, saindo da pista. Ele conseguiu voltar para a disputa sem danos, mas caiu para o fundo do grid em 19.º. Verstappen manteve-se na liderança em toda as 17 voltas da corrida, chegando a colocar 2s5 sobre Hamilton. Vettel largou em décimo, ganhou quatro posições ao longo da prova e ultrapassou Alonso, que tentou retomar a posição na última volta, sem sucesso. Sainz conseguiu se recuperar após a colisão com Russell e, na 15.ª volta, ultrapassou Gasly para ganhar a 11.ª colocação. O incidente entre a dupla foi investigado pela direção da prova e rendeu uma posição de perda de três posições no grid para Russell.

### Corrida
Na largada, Hamilton colocou a frente do carro na frente de Verstappen, mas o neerlandês defendeu a posição, apesar das várias investidas de Hamilton. Na curva Copse, Hamilton tentou pressionar o adversário pela linha interna da pista, que resistiu e, acabou tocando o pneu dianteiro direito de seu carro. Com o toque, Verstappen rodou e bateu com força na barreira de proteção, provocando a interrupção da prova com a bandeira vermelha. Hamilton desacelerou após o choque e Leclerc, que vinha atrás, ultrapassou assumindo a liderança.
Depois mais de 40 minutos de interrupção, a corrida foi reiniciada com uma nova largada parada. Leclerc manteve primeira colocação com Hamilton em segundo. Norris ultrapassou Bottas sem dificuldades, subindo para terceiro, mas não consegue alcançar o Hamilton. Ricciardo também pressiona Bottas, porém, precisa se defender do avanço de Alonso na briga pelo quinto lugar. Vettel rodou sozinho e saiu da pista. Conseguiu retornar pra disputa, mas caiu para 19.º.
Na quinta volta, a direção de prova anunciou uma punição para Hamilton pelo incidente com Verstappen no início da corrida. O piloto recebeu 10 segundos como punição. Na volta 15, com aproximadamente de 1 segundo de vantagem sobre Hamilton, Leclerc detecta uma perda de potência do motor e comunicar o problema com a equipe pelo rádio. Hamilton aproxima-se de Leclerc nas voltas seguintes e chega a reduzir a desvantagem para 0s7, porém Leclerc consegue recuperar o controle da disputa e amplia a distância para o adversário.
Norris, em terceiro, faz sua primeira parada na 21.ª volta para trocar os pneus médios pelos duros. Porém, a equipe teve problemas para afixar um de seus pneus fazendo um pit stop de 6 segundos. Norris retornou à pista em sexto. Bottas parou na volta seguinte. O pit stop do finlandês foi rápido, mas não o suficiente para evitar que Sainz assumisse a terceira colocação provisoriamente. Sainz parou no giso seguinte, ele levou 12s3 nos boxes devido a um problema para afixar a roda dianteira esquerda.
Na volta 27, Hamilton cumpre sua punição de 10 segundos ao fazer sua primeira parada. Pondo pneus duros e com uma parada de 14s2, ele voltou em quinto lugar, à frente de Gasly. Apesar dos problemas no pit stop de Sainz, a Ferrari fez uma parada eficiente com Leclerc na trigésima volta e o piloto voltou em primeiro, à frente de Bottas.
Na 32.ª volta, Hamilton tentou mais uma ultrapassagem na curva Corpse, dessa vez contra Norris. Após a manobra, Hamilton assumiu a terceira colocação. Na volta 40, a Mercedes pediu que Bottas abrisse caminho para Hamilton ocupar a segunda colocação e tentar alcançar Leclerc. Na volta 44, Hamilton começou a pressionar Leclerc. No 50º giro, fez a ultrapassagem – mais uma vez na curva Copse – para assumir a liderança, a duas voltas para o fim.

## Pneus
| Nome do composto | Cor | Banda de rolamento | Condições de Tempo | Dry Type                           | Aderência       | Longevidade   |
| ---------------- | --- | ------------------ | ------------------ | ---------------------------------- | --------------- | ------------- |
| Macio (C4)       |     | Slick (P Zero)     | Seco               | Soft                               | Mais aderência  | Menos durável |
| Médio (C3)       |     | Slick (P Zero)     | Seco               | Medium                             | Médio           | Médio         |
| Duro (C2)        |     | Slick (P Zero)     | Seco               | Hard                               | Menos aderência | Mais durável  |
| Intermediário    |     | Sulcos (Cinturato) | Molhado            | Intermediate (água não estagnante) | —               | —             |
| Chuva            |     | Sulcos (Cinturato) | Molhado            | Wet (água estagnante)              | —               | —             |

| Escolhas de Pneus de cada piloto para o GP da Grã-Bretanha: | Escolhas de Pneus de cada piloto para o GP da Grã-Bretanha: | Escolhas de Pneus de cada piloto para o GP da Grã-Bretanha: | Escolhas de Pneus de cada piloto para o GP da Grã-Bretanha: | Escolhas de Pneus de cada piloto para o GP da Grã-Bretanha: | Escolhas de Pneus de cada piloto para o GP da Grã-Bretanha: |
| ----------------------------------------------------------- | ----------------------------------------------------------- | ----------------------------------------------------------- | ----------------------------------------------------------- | ----------------------------------------------------------- | ----------------------------------------------------------- |
| Nº                                                          | Pilotos                                                     | Equipe(s)                                                   | Duro                                                        | Médio                                                       | Macio                                                       |
| 44                                                          | Lewis Hamilton                                              | Mercedes                                                    |                                                             |                                                             |                                                             |
| 77                                                          | Valtteri Bottas                                             | Mercedes                                                    |                                                             |                                                             |                                                             |
| 11                                                          | Sergio Pérez                                                | Red Bull Racing-Honda                                       |                                                             |                                                             |                                                             |
| 33                                                          | Max Verstappen                                              | Red Bull Racing-Honda                                       |                                                             |                                                             |                                                             |
| 3                                                           | Daniel Ricciardo                                            | McLaren-Mercedes                                            |                                                             |                                                             |                                                             |
| 4                                                           | Lando Norris                                                | McLaren-Mercedes                                            |                                                             |                                                             |                                                             |
| 5                                                           | Sebastian Vettel                                            | Aston Martin-Mercedes                                       |                                                             |                                                             |                                                             |
| 18                                                          | Lance Stroll                                                | Aston Martin-Mercedes                                       |                                                             |                                                             |                                                             |
| 14                                                          | Fernando Alonso                                             | Alpine-Renault                                              |                                                             |                                                             |                                                             |
| 31                                                          | Esteban Ocon                                                | Alpine-Renault                                              |                                                             |                                                             |                                                             |
| 16                                                          | Charles Leclerc                                             | Ferrari                                                     |                                                             |                                                             |                                                             |
| 55                                                          | Carlos Sainz Jr.                                            | Ferrari                                                     |                                                             |                                                             |                                                             |
| 10                                                          | Pierre Gasly                                                | AlphaTauri-Honda                                            |                                                             |                                                             |                                                             |
| 22                                                          | Yuki Tsunoda                                                | AlphaTauri-Honda                                            |                                                             |                                                             |                                                             |
| 7                                                           | Kimi Raikkonen                                              | Alfa Romeo-Ferrari                                          |                                                             |                                                             |                                                             |
| 99                                                          | Antonio Giovinazzi                                          | Alfa Romeo-Ferrari                                          |                                                             |                                                             |                                                             |
| 9                                                           | Nikita Mazepin                                              | Haas-Ferrari                                                |                                                             |                                                             |                                                             |
| 47                                                          | Mick Schumacher                                             | Haas-Ferrari                                                |                                                             |                                                             |                                                             |
| 6                                                           | Nicholas Latifi                                             | Williams-Mercedes                                           |                                                             |                                                             |                                                             |
| 63                                                          | George Russell                                              | Williams-Mercedes                                           |                                                             |                                                             |                                                             |

## Resultados

### Treino classificatório
| 1                        | 44 | Lewis Hamilton     | Mercedes              | 1:26.786 | 1:26.023 | 1:26.134 | 1  |
| 2                        | 33 | Max Verstappen     | Red Bull Racing-Honda | 1:26.751 | 1:26.315 | 1:26.209 | 2  |
| 3                        | 77 | Valtteri Bottas    | Mercedes              | 1:27.487 | 1:26.764 | 1:26.238 | 3  |
| 4                        | 16 | Charles Leclerc    | Ferrari               | 1:27.051 | 1:26.919 | 1:26.828 | 4  |
| 5                        | 11 | Sergio Pérez       | Red Bull Racing-Honda | 1:27.121 | 1:27.073 | 1:26.844 | 5  |
| 6                        | 4  | Lando Norris       | McLaren-Mercedes      | 1:27.444 | 1:27.220 | 1:26.897 | 6  |
| 7                        | 3  | Daniel Ricciardo   | McLaren-Mercedes      | 1:27.323 | 1:27.125 | 1:26.899 | 7  |
| 8                        | 63 | George Russell     | Williams-Mercedes     | 1:27.671 | 1:27.080 | 1:26.971 | 8  |
| 9                        | 55 | Carlos Sainz Jr.   | Ferrari               | 1:27.337 | 1:26.848 | 1:27.007 | 9  |
| 10                       | 5  | Sebastian Vettel   | Aston Martin-Mercedes | 1:27.493 | 1:27.103 | 1:27.179 | 10 |
| 11                       | 14 | Fernando Alonso    | Alpine-Renault        | 1:27.580 | 1:27.245 | —        | 11 |
| 12                       | 10 | Pierre Gasly       | AlphaTauri-Honda      | 1:27.600 | 1:27.273 | —        | 12 |
| 13                       | 31 | Esteban Ocon       | Alpine-Renault        | 1:27.415 | 1:27.340 | —        | 13 |
| 14                       | 99 | Antonio Giovinazzi | Alfa Romeo-Ferrari    | 1:27.595 | 1:27.617 | —        | 14 |
| 15                       | 18 | Lance Stroll       | Aston Martin-Mercedes | 1:28.017 | 1:27.665 | —        | 15 |
| 16                       | 22 | Yuki Tsunoda       | AlphaTauri-Honda      | 1:28.043 | —        | —        | 16 |
| 17                       | 7  | Kimi Räikkönen     | Alfa Romeo-Ferrari    | 1:28.062 | —        | —        | 17 |
| 18                       | 6  | Nicholas Latifi    | Williams-Mercedes     | 1:28.254 | —        | —        | 18 |
| 19                       | 47 | Mick Schumacher    | Haas-Ferrari          | 1:28.738 | —        | —        | 19 |
| 20                       | 9  | Nikita Mazepin     | Haas-Ferrari          | 1:29.051 | —        | —        | 20 |
| Tempo dos 107%: 1:32.824 |    |                    |                       |          |          |          |    |
| Fonte:                   |    |                    |                       |          |          |          |    |

### Corrida Classificatória
| Pos.                                                                  | Nu. | Piloto             | Construtor            | Voltas | Tempo/Retirado | Pit Stop | Pneus          | Grid 1 | Grid 2 | Pontos |
| --------------------------------------------------------------------- | --- | ------------------ | --------------------- | ------ | -------------- | -------- | -------------- | ------ | ------ | ------ |
| 1                                                                     | 33  | Max Verstappen     | Red Bull Racing-Honda | 17     | 25:38.426      | 0        | Médio C2 Novo  | 2      | 1      | 3      |
| 2                                                                     | 44  | Lewis Hamilton     | Mercedes              | 17     | +1.430         | 0        | Médio C2 Novo  | 1      | 2      | 2      |
| 3                                                                     | 77  | Valtteri Bottas    | Mercedes              | 17     | +7.502         | 0        | Macio C3 Usado | 3      | 3      | 1      |
| 4                                                                     | 16  | Charles Leclerc    | Ferrari               | 17     | +11.278        | 0        | Médio C2 Novo  | 4      | 4      |        |
| 5                                                                     | 4   | Lando Norris       | McLaren-Mercedes      | 17     | +24.111        | 0        | Médio C2 Novo  | 6      | 5      |        |
| 6                                                                     | 3   | Daniel Ricciardo   | McLaren-Mercedes      | 17     | +30.959        | 0        | Médio C2 Novo  | 7      | 6      |        |
| 7                                                                     | 14  | Fernando Alonso    | Alpine-Renault        | 17     | +43.527        | 0        | Macio C3 Novo  | 11     | 7      |        |
| 8                                                                     | 5   | Sebastian Vettel   | Aston Martin-Mercedes | 17     | +44.439        | 0        | Médio C2 Usado | 10     | 8      |        |
| 9                                                                     | 63  | George Russell     | Williams-Mercedes     | 17     | +46.652        | 0        | Médio C2 Novo  | 8      | 12     |        |
| 10                                                                    | 31  | Esteban Ocon       | Alpine-Renault        | 17     | +47.395        | 0        | Macio C3 Novo  | 13     | 9      |        |
| 11                                                                    | 55  | Carlos Sainz Jr.   | Ferrari               | 17     | +47.798        | 0        | Médio C2 Novo  | 9      | 10     |        |
| 12                                                                    | 10  | Pierre Gasly       | AlphaTauri-Honda      | 17     | +48.763        | 0        | Médio C2 Novo  | 12     | 11     |        |
| 13                                                                    | 7   | Kimi Räikkönen     | Alfa Romeo-Ferrari    | 17     | +50.677        | 0        | Macio C3 Novo  | 17     | 13     |        |
| 14                                                                    | 18  | Lance Stroll       | Aston Martin-Mercedes | 17     | +52.179        | 0        | Médio C2 Usado | 15     | 14     |        |
| 15                                                                    | 99  | Antonio Giovinazzi | Alfa Romeo-Ferrari    | 17     | +53.225        | 0        | Médio C2 Novo  | 14     | 15     |        |
| 16                                                                    | 22  | Yuki Tsunoda       | AlphaTauri-Honda      | 17     | +53.567        | 0        | Médio C2 Novo  | 16     | 16     |        |
| 17                                                                    | 6   | Nicholas Latifi    | Williams-Mercedes     | 17     | +55.162        | 0        | Médio C2 Novo  | 18     | 17     |        |
| 18                                                                    | 47  | Mick Schumacher    | Haas-Ferrari          | 17     | +1:08.213      | 0        | Médio C2 Novo  | 19     | 18     |        |
| 19                                                                    | 9   | Nikita Mazepin     | Haas-Ferrari          | 17     | +1:17.648      | 0        | Médio C2 Novo  | 20     | 19     |        |
| 20†                                                                   | 11  | Sergio Pérez       | Red Bull Racing-Honda | 16     | +1 volta       | 1        | Médio C2 Novo  | 5      | 20     |        |
| Volta mais rápida: Lewis Hamilton (Mercedes) – 1:29.937 (na volta 17) |     |                    |                       |        |                |          |                |        |        |        |
| Fonte:                                                                |     |                    |                       |        |                |          |                |        |        |        |

### Corrida
| Pos.                                                                             | Nu. | Piloto             | Construtor            | Voltas | Tempo/Retirado   | Pit Stop | Pneus                                                         | Grid | Pontos |
| -------------------------------------------------------------------------------- | --- | ------------------ | --------------------- | ------ | ---------------- | -------- | ------------------------------------------------------------- | ---- | ------ |
| 1                                                                                | 44  | Lewis Hamilton     | Mercedes              | 52     | 1:58:23.284      | 2        | Médio C2 Usado · Médio C2 Usado · Duro C1 Novo                | 2    | 25     |
| 2                                                                                | 16  | Charles Leclerc    | Ferrari               | 52     | +3.871           | 2        | Médio C2 Novo · Médio C2 Novo · Duro C1 Novo                  | 4    | 18     |
| 3                                                                                | 77  | Valtteri Bottas    | Mercedes              | 52     | +11.125          | 2        | Médio C2 Usado · Médio C2 Novo · Duro C1 Novo                 | 3    | 15     |
| 4                                                                                | 4   | Lando Norris       | McLaren-Mercedes      | 52     | +28.573          | 2        | Médio C2 Novo · Duro C1 Novo                                  | 5    | 12     |
| 5                                                                                | 3   | Daniel Ricciardo   | McLaren-Mercedes      | 52     | +42.624          | 2        | Médio C2 Novo · Duro C1 Novo                                  | 6    | 10     |
| 6                                                                                | 55  | Carlos Sainz Jr.   | Ferrari               | 52     | +43.454          | 2        | Médio C2 Novo · Médio C2 Novo · Duro C1 Novo                  | 10   | 8      |
| 7                                                                                | 14  | Fernando Alonso    | Alpine-Renault        | 52     | +1:12.093        | 2        | Médio C2 Novo · Médio C2 Usado · Duro C1 Novo                 | 7    | 6      |
| 8                                                                                | 18  | Lance Stroll       | Aston Martin-Mercedes | 52     | +1:14.289        | 2        | Médio C2 Usado · Médio C2 Usado · Duro C1 Usado               | 14   | 4      |
| 9                                                                                | 31  | Esteban Ocon       | Alpine-Renault        | 52     | +1:16.162        | 2        | Médio C2 Novo · Médio C2 Novo · Duro C1 Novo                  | 10   | 2      |
| 10                                                                               | 22  | Yuki Tsunoda       | AlphaTauri-Honda      | 52     | +1:22.065        | 2        | Médio C2 Novo · Duro C1 Novo                                  | 16   | 1      |
| 11                                                                               | 10  | Pierre Gasly       | AlphaTauri-Honda      | 52     | +1:25.327        | 3        | Médio C2 Novo · Duro C1 Novo · Macio C3 Novo                  | 11   |        |
| 12                                                                               | 63  | George Russell     | Williams-Mercedes     | 51     | +1 volta         | 2        | Médio C2 Novo · Médio C2 Novo · Duro C1 Novo                  | 12   |        |
| 13                                                                               | 99  | Antonio Giovinazzi | Alfa Romeo-Ferrari    | 51     | +1 volta         | 2        | Médio C2 Novo · Médio C2 Novo · Duro C1 Novo                  | 15   |        |
| 14                                                                               | 6   | Nicholas Latifi    | Williams-Mercedes     | 51     | +1 volta         | 2        | Médio C2 Novo · Médio C2 Novo · Duro C1 Novo                  | 17   |        |
| 15                                                                               | 7   | Kimi Räikkönen     | Alfa Romeo-Ferrari    | 51     | +1 volta         | 2        | Médio C2 Novo · Médio C2 Novo · Duro C1 Novo                  | 13   |        |
| 16                                                                               | 11  | Sergio Pérez       | Red Bull Racing-Honda | 51     | +1 volta         | 4        | Duro C1 Novo · Médio C2 Novo · Médio C2 Novo · Macio C3 Usado | PL   |        |
| 17                                                                               | 9   | Nikita Mazepin     | Haas-Ferrari          | 51     | +1 volta         | 2        | Médio C2 Usado · Médio C2 Usado · Duro C1 Novo                | 19   |        |
| 18                                                                               | 47  | Mick Schumacher    | Haas-Ferrari          | 51     | +1 volta         | 2        | Médio C2 Usado · Médio C2 Usado · Duro C1 Novo                | 18   |        |
| Ret                                                                              | 5   | Sebastian Vettel   | Aston Martin-Mercedes | 40     | Superaquecimento | 3        | Médio C2 Usado · Duro C1 Usado                                | 8    |        |
| Ret                                                                              | 33  | Max Verstappen     | Red Bull Racing-Honda | 0      | Colisão          | 0        | Médio C2 Novo                                                 | 1    |        |
| Volta mais rápida: Sergio Pérez (Red Bull Racing-Honda) – 1:28.617 (na volta 50) |     |                    |                       |        |                  |          |                                                               |      |        |
| Fonte:                                                                           |     |                    |                       |        |                  |          |                                                               |      |        |

## Voltas na liderança
| Nº de Voltas | Piloto          | Voltas |
| ------------ | --------------- | ------ |
| 49           | Charles Leclerc | 1–49   |
| 3            | Lewis Hamilton  | 50–52  |

## 2021DHLFastest Pit Stop Award

### Resultado
| 1      | 6  | Nicholas Latifi    | Williams-Mercedes     | 2.10 | 25 |
| 2      | 11 | Sergio Pérez       | Red Bull Racing-Honda | 2.14 | 18 |
| 3      | 18 | Lance Stroll       | Aston Martin-Mercedes | 2.23 | 15 |
| 4      | 99 | Antonio Giovinazzi | Alfa Romeo-Ferrari    | 2.24 | 12 |
| 5      | 63 | George Russell     | Williams-Mercedes     | 2.26 | 10 |
| 6      | 5  | Sebastian Vettel   | Aston Martin-Mercedes | 2.27 | 8  |
| 7      | 77 | Valtteri Bottas    | Mercedes              | 2.28 | 6  |
| 8      | 7  | Kimi Raikkonen     | Alfa Romeo-Ferrari    | 2.34 | 4  |
| 9      | 16 | Charles Leclerc    | Ferrari               | 2.60 | 2  |
| 10     | 10 | Pierre Gasly       | AlphaTauri-Honda      | 2.71 | 1  |
| Fonte: |    |                    |                       |      |    |

### Classificação
| Tabela do DHL Fastest Pit Stop Award \| Pos \| Construtor \| Pontos \| \| --- \| --------------------- \| ------ \| \| 1 \| Red Bull Racing-Honda \| 273 \| \| 2 \| Williams-Mercedes \| 133 \| \| 3 \| Mercedes \| 128 \| \| 4 \| Aston Martin-Mercedes \| 112 \| \| 5 \| Alfa Romeo-Ferrari \| 103 \| \| 6 \| Ferrari \| 90 \| \| 7 \| Alpine-Renault \| 72 \| \| 8 \| AlphaTauri-Honda \| 50 \| \| 9 \| McLaren-Mercedes \| 46 \| \| 10 \| Haas-Ferrari \| 0 \| |                       |        |
| Pos | Construtor            | Pontos |
| 1 | Red Bull Racing-Honda | 273    |
| 2 | Williams-Mercedes     | 133    |
| 3 | Mercedes              | 128    |
| 4 | Aston Martin-Mercedes | 112    |
| 5 | Alfa Romeo-Ferrari    | 103    |
| 6 | Ferrari               | 90     |
| 7 | Alpine-Renault        | 72     |
| 8 | AlphaTauri-Honda      | 50     |
| 9 | McLaren-Mercedes      | 46     |
| 10 | Haas-Ferrari          | 0      |

## Tabela do campeonato após a corrida
Somente as cinco primeiras posições estão incluídas nas tabelas.
| Pos | Piloto          | Pontos | Var |
| --- | --------------- | ------ | --- |
| 1   | Max Verstappen  | 185    | 0   |
| 2   | Lewis Hamilton  | 177    | 0   |
| 3   | Lando Norris    | 113    | 1   |
| 4   | Valtteri Bottas | 108    | 1   |
| 5   | Sergio Pérez    | 104    | 2   |

| Pos | Construtor            | Pontos | Var |
| --- | --------------------- | ------ | --- |
| 1   | Red Bull Racing-Honda | 289    | 0   |
| 2   | Mercedes              | 285    | 0   |
| 3   | McLaren-Mercedes      | 163    | 0   |
| 4   | Ferrari               | 148    | 0   |
| 5   | AlphaTauri-Honda      | 49     | 0   |